# جيوفري كريغ
جيوفري كريغ (15 أغسطس 1897 - 24 أكتوبر 1960) (بالإنجليزية: Geoffrey Greig)‏ هو كاهن أنجليكاني ولاعب كريكت بريطاني (وحمل سابقاً جنسية المملكة المتحدة لبريطانيا العظمى وأيرلندا). شارك مع منتخب إنجلترا للكريكت.

## وصلات خارجية
- جيوفري كريغ على موقع إي آس بي آن كريك إنفو (الإنجليزية)